# Vāsavadattā
O Vāsavadattā foi um romance escrito no início do século VII por Subandhu que contém uma das primeiras referências escritas ao jogo de xadrez, através da citação implícita a um jogo semelhante ao chaturanga:
| “ | A estação das chuvas fez seu jogo com rãs como peças, de cores verde e amarela como se manchadas de laca, pulando os quadrados do jardim como um tabuleiro. | ” |

É nesta evidência e no Harshachārita que historiadores se baseiam para datar a invenção do xadrez.